# BeWelcome
BeWelcome és un servei d'hospitalitat online La plataforma està basada en l'economia del regal i no està permès cobrar als hostes. Els amfitrions ofereixen allotjament gratuït i ajuda als viatgers. La participació és lliure i gratuïta, el codi font del lloc web és programari lliure.
BeWelcome es gestiona mitjançant BeVolunteer, una organització sense ànim de lucre registrada a Rennes (Bretanya). BeVolunteer només està formada per voluntaris.
El lloc web té uns 141.000 usuaris, aproximadament uns 200 hi accedeixen cada dia mentre que un 23% hi ha accedit en els últims 12 mesos.

## Història
L'any 2005 alguns membres d'Hospitality Club, arran d'unes desavinences amb el seu fundador, van decidir engegar BeWelcome com a alternativa de plataforma d'hospitalitat. Es va fundar oficialment al febrer de l'any 2007.
D'ençà que Couchsurfing va esdevenir una empresa amb ànim de lucre l'any 2011 alguns membres el van deixar i es van sumar a BeWelcome.
El web de BeWelcome està disponible en una quarantena de llengües. És l'única plataforma d'hospitalitat amb el web en català.